# 헝그리 베스트 5
《헝그리 베스트 5》(HUNGRY BEST 5)는 1995년작 극장판 애니메이션이자 계몽사 계열사로 같은 해 설립된 한편 이 회사 김원대 명예회장의 다섯 자녀 중 막내이자 당시 계몽사 사장이었던 김준식씨가 설립한  영화 제작 및 수입업체 영프로덕션의 창립작이다. 
하지만 《슬램 덩크》의 아류작이라는 혹평 속에서 소리없이 극장에서 내리게 되었는데 농구 경기가 별로 나오지 않은 데다 주인공 김영웅과 그의 여자친구인 채유미의 갈등 및 애정노선이  88분에 이르는 상영시간 상당수를 차지한다는 점에서 더 큰 혹평을 받아야 했다.
한편, 이 작품은  당초 이용배 우이 다카시 감독이 공동 애니메이션 연출을 맡을 계획이었으나 이용배 감독이 제이콤과 전속계약을 맺어 중도하차하자 우이 다카시 감독 단독 연출로 변경됐다.

## 등장 인물
김영웅(성우; 故 장세준)
고교 농구계의 '천재"라고 불리는 소년. 청소년 국가대표로 활약하고 있으며 '농구 대통령'으로 불리기도 한다. 어린 시절 은사인 김인 감독을
따라 최하위팀인 한빛대학교 농구부에 들어간다.
ㅡ포인트가드 에서 포워드로 포지션 변화
강준호(성우; 이정구)
축구부 출신의 세계적인 꼴통.ㅡ파워포워드
최다윗(성우; 김승준)
농구를 하기에는 작은 키(164Cm)임에도 한빛대학교 농구부에 들어간다. 자신이 농구부에 들어오게 된 것이 하나님의 뜻이라고 믿는다. 원래는 기독교
대학에 진학하여 신학자가 되는 것이 꿈이었다.
ㅡ포인트가드
표왕수(성우; 김준)
소년원에 수감되었던 어두운 과거를 가지고 있다. 팀의 와해 위기를 몰고 오기도 한 인물.
ㅡ센터
닥터 J(성우; 김일)
의대생으로 농구가 특기. 준호의 권유로 농구부에 입단한다.ㅡ슈팅가드
김인 감독(성우; 이병식)
한빛대 농구부의 감독으로 젊은 시절 국가대표로 활약하다가 불의의 사고로 은퇴한 아픈 기억을 가지고 있는 인물.
백지훈(성우; 손원일)
한강대 농구부 소속 선수. 영웅에게는 사랑과 농구의 라이벌이다. 유미를 짝사랑하지만 유미의 행복을 빌며 영웅과 유미를 밀어준다.
채유미(성우; 최덕희)
홍콩 영사 아버지 밑에서 자란 소녀. 영웅이와 연인관계를 유지하다가 오해가 생겨 잠시 이별하지만 오해를 풀어낸 후 다시 만나게 된다.
나선이(성우; 차명화)
영웅을 짝사랑하여 적극적 애정공세를 펼치는 인물.

## 성우
- 故 장세준 - 김영웅 역
- 이정구 - 강준호 역
- 김승준 - 최다윗 역
- 김준 - 표왕수 역
- 故 김일 - 닥터 J 역
- 이병식 - 김인 감독 역
- 손원일 - 백지훈 역
- 최덕희 - 채유미 역
- 문관일 - 놀부 역
- 차명화 - 나선이 역
- 故 최병상 - 아나운서 역
- 조동희 - 해설자 역
- 이경자 - 유미 엄마 역